# Al-Qisa
Al-Qisa (tiếng Ả Rập: القيسا, cũng đánh vần Qaysa) là một thị trấn ở miền nam Syria, một phần hành chính của Tỉnh bang Dimashq, nằm ở phía đông nam Damascus. Các địa phương lân cận bao gồm Harran al-Awamid ở phía nam, Otaybah ở phía đông, al-Abadah ở phía đông bắc, al-Jarba ở phía bắc, al-Qasimiyah ở phía tây bắc, al-Bilaliyah và Deir Salman ở phía tây và al-Ahmadiyah về phía tây nam. Theo Cục Thống kê Trung ương Syria (CBS), al-Qisa có dân số 4.151 trong cuộc điều tra dân số năm 2004.